# Жмудське князівство
| Увага | Ця стаття описує історію Литви згідно з Білоруською теорією походження ВКЛ. Про цей же період у історії Литви див. Литовське князівство |

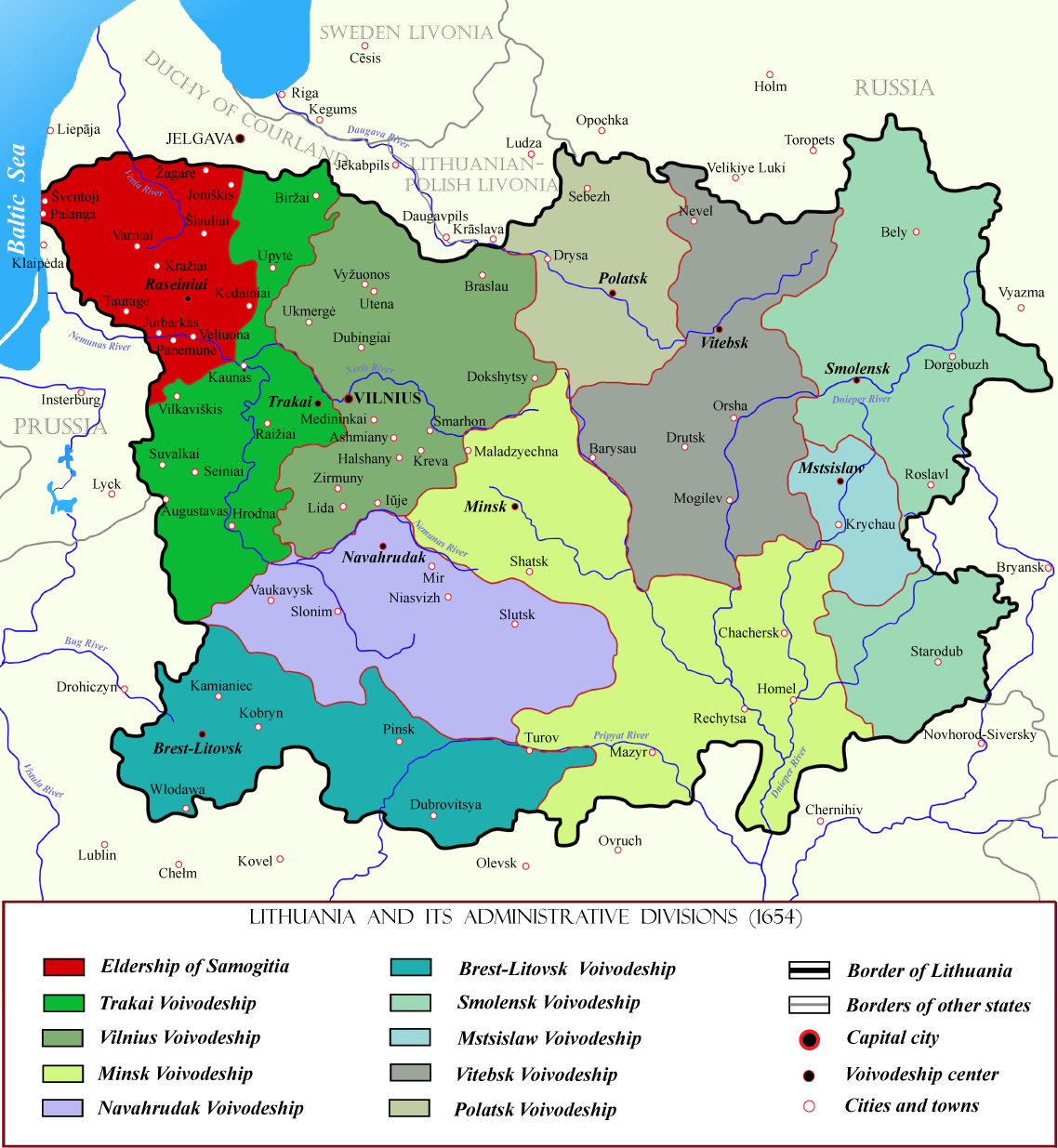
Карта литовських князівств.

Жмудське князівство, або Жемайтійське князівство (лат. Ducatus Samogitiae; лит. Žemaičių seniūnija, пол. Księstwo żmudzkie) — в 1219—1795 роках балтське удільне князівство на території Жмуді (Жемайтії). Утворене жемайтійськими племенами на території сучасної Литви. Після об'єднання з Литвою (сучасна Білорусь) створило Велике Князівство Литовське і Жемайтійське. Розташовувалося у північно-західній частині сучасної Литви. Прилягала до Балтійського моря. Входило до складу Великого князівства Литовського після 1236 р., є одним із засновників ВКЛ (поряд із Литвою та Руссю). Основне населення — жмудини. У 1419-1441 рр. існувало в формі Жмудського староства. Великий князь литовський мав одночасно й титул князя жмудського; фактичним правителем провінції, призначеним з волі великого князя, був головний жмудський староста. На півночі межувало Курляндією, на заході — з Прусією, на сході й півдні — з власне Литвою. Після закінчення Лівонської війни і до 1795 року, кордони Жемайтійського князівства були чітко визначені й не змінювались. Перестало існувати після захоплення Російською імперією. Сьогодні Жемайтія є одним з кількох етнографічних регіонів і не визначена як окрема адміністративна одиниця.
Існування Жмудського князівства саме з назвою "Жмудь" не визнає литовська теорія походження ВКЛ, оскільки вона вважає основою ВКЛ Литовське (Лєтувське) князівство з легендарним князем Рингольдом, назву якого остаточно не з'ясовано. Натомість білоруська теорія визнає існування цього князівства як незалежного, яке згодом об'єдналося зі справжньою Литвою; також ця теорія іноді визнає те, що Міндовговичі могли бути жмудами за національністю.

## Жмудські старости
- Румбольд Волімонтович (1409/1411—1413) (?)
- Кезгайло Волімонтович (1412—1432)
- Юрій Галігін (1432—1435)
- Монтовт (1435—1439)
- Кезгайло Волімонтович (1440—1441)
- Монтовт (1441)
- Кезгайло Волімонтович (1442—1450)
- Ян Кезгайло (1451—1485)
- Станіслав Янович Кезгайло (1486—1527)
- Станіслав Станіславович Кезгайло (1527—1532)
- Петро Станіславович Кишка (1532—1534)
- Ян Радзивілл (1535—1542)
- Матей Войтехович Клочко (1542—1543)
- Юрій Білевич (1543—1544)
- Єронім Ходкевич (1545—1561)
- Ян Єронім Ходкевич (1564—1579)
- Ян Кишка (1579—1592)
- Юрій Ходкевич (1590—1595)
- Станіслав Радзивілл (1595—1599)
- Ян Кароль Ходкевич (1599—1616)
- Станіслав III Кишка (1616—1619)
- Єронім Волович (1619—1636)
- Ян Альфонс Ляцкий (1643—1646)
- Юрій Кароль Глібович (1653—1668)
- Олександр Полубинський (1668—1669)
- Вікторин Констанцій Млечко (1670—1679)
- Казимир Ян Сапіга (1681—1682)
- Петро Михайло Пац (1684—1696)
- Григорій Антоній Огінський (1698—1709)
- Казимир Ян Горбовський (1710—1729)
- Юзеф Тишкевич (1742—1754)
- Ян Миколай Ходкевич (1767—1781)
- Антон Гелгуд (1783—1795)

## Князі
- Вікінт